# Пономаренко, Владимир Степанович
Владимир Степанович Пономаренко (род. 7 мая 1948 г., с. Кролевец Сумской обл.) — советский и украинский учёный-экономист, доктор экономических наук, профессор. Ректор Харьковского национального экономического университета, заведующий кафедрой информационных систем. Заслуженный деятель науки и техники Украины, Отличник образования Украины. Кавалер ордена «За заслуги» ІІІ степени. Академик Академии экономических наук Украины, Инженерной академии наук Украины, Международной академии наук информации, информационных процессов и технологий.

## Биография
Родился 7 мая 1948 года в г. Кролевец Сумской области в семье служащих.
В 1966 году поступил в Харьковский инженерно-экономический институт на факультет механизированной обработки экономической информации, который закончил в 1972 году.
После службы в рядах Советской Армии работал на должности инженера научно-исследовательского института «Тяжпромавтоматика» Минспецстроя УССР.
С 1973 года работает в вузе, в частности, обучается в аспирантуре (1973—1976), занимает должности ассистента (1976—1979 гг.), старшего преподавателя (1979—1981 гг), доцента (1981—1986 гг.), заведующего кафедрой (1986—1993 гг.), профессора (с 1994 г.), проректора по научной работе (1993—1998 гг), первого проректора (1998—2000 гг.).
В 1979 году защитил диссертацию на соискание учёной степени кандидата экономических наук по теме «Оперативное управление конвейерной сборкой изделий».
В 1982—1985 годах проходил стажировку во Франции. Преподавал на французском языке дисциплины экономического цикла в университете г. Браззавиль (Конго).
В 1999 году защитил диссертацию на соискание учёной степени доктора экономических наук по теме «Стратегическое управление предприятием».
В июле 2000 года избран ректором Харьковского государственного экономического университета (с 2004 года — национального).
31 марта 2010 года введён в состав Харьковского регионального комитета по экономическим реформам.

## Личные сведения
Возглавляет секцию «Теоретические основы и практические рекомендации по проблемам экономического развития региона» Северо-Восточного научного центра НАН Украины и научную школу «Разработка системы стратегического управления промышленным предприятием» ХНЭУ.
Возглавляет специализированный учёный совет по защите докторских диссертаций, в которой защищено 10 докторских и 163 кандидатских диссертации. В возглавляемой им специализированном учёном совете ХНЭУ под его руководством защищено 16 кандидатских и 4 докторские диссертации.
Опубликовал более 120 научных и учебно-методических работ, 17 из них — монографии и учебные пособия. Им подготовлено 10 кандидатов наук.

### Награды и звания
- В 2003 году присвоено почётное звание «Заслуженный деятель науки и техники Украины» за большие достижения по научно педагогической деятельности.
- В 2004 году награждён Почётной грамотой Верховной Рады Украины за особые заслуги перед украинским народом
- В 2004 году награждён Почётной грамотой Министерства образования и науки Украины за весомый вклад в организацию учебно-воспитательного процесса в учебных заведениях Украины.
- В 2005 году присвоено почётное звание отличника образования Украины и награждён знаком «Отличник образования Украины».
- В 2005 году награждён почётным знаком отличия Харьковской облгосадминистрации «Слобожанская Слава».
- В 2005 году награждён медалью «За развитие образования».
- В 2007 году отмечен орденом «За заслуги» III степени за значительный личный вклад в социально-экономическое и культурное развитие Украинского государства.
- В 2008 году отмечен нагрудным знаком Министерства образования и науки Украины «За научные достижения».
- В 2008 году отмечен нагрудным знаком Академии педагогических наук Украины «Ушинский К. Д.».
- В 2011 году отмечен орденом «За заслуги» II степени за значительный личный вклад в социально-экономическое и культурное развитие Украинского государства.
- 22 июня 2012 года на сессии Харьковского городского Совета было принято решение о присвоении звания «Почётный гражданин города Харькова».
- В 2018 году отмечен орденом князя Ярослава Мудрого V степени.